# Marjaniwka (obwód tarnopolski)
Marjaniwka (ukr. Мар'янівка) – wieś na Ukrainie, w obwodzie tarnopolskim, w rejonie tarnopolskim. W 2001 roku liczyła 556 mieszkańców. 
Do 1926 roku przysiółek wsi Kupczyńce, następnie odrębna gmina. 
W II Rzeczypospolitej wieś powiecie tarnopolskim województwa tarnopolskiego. W 1939 r. liczyła ona 854 mieszkańców, wyłącznie Polaków. W lutym 1940 r. wszystkich mieszkańców deportowano w głąb ZSRR. Pozostawione gospodarstwa ograbiono, a w 40. latach je wyburzono.
W 1946 roku zmieniono nazwę wsi z Marianka na Marjaniwka.